# Intent d'assassinat de Joan Pau II
El primer intent d'assassinat de Joan Pau II va tenir lloc el dimecres 13 de maig de 1981, a la Plaça de Sant Pere (Ciutat del Vaticà). Mehmet Ali Ağca va disparar contra el papa quatre vegades mentre aquest entrava a la plaça. A causa dels greus trets, el papa va perdre força sang i va haver de ser hospitalitzat. Ağca va ser capturat immediatament i sentenciat a cadena perpètua per un jutjat italià. Posteriorment el papa va perdonar Ağca per haver intentat assassinar-lo. El president italià Carlo Azeglio Ciampi va atorgar l'indult a Ağca a petició del papa, després d'això va ser deportat a Turquia el juny del 2000.

## El complot

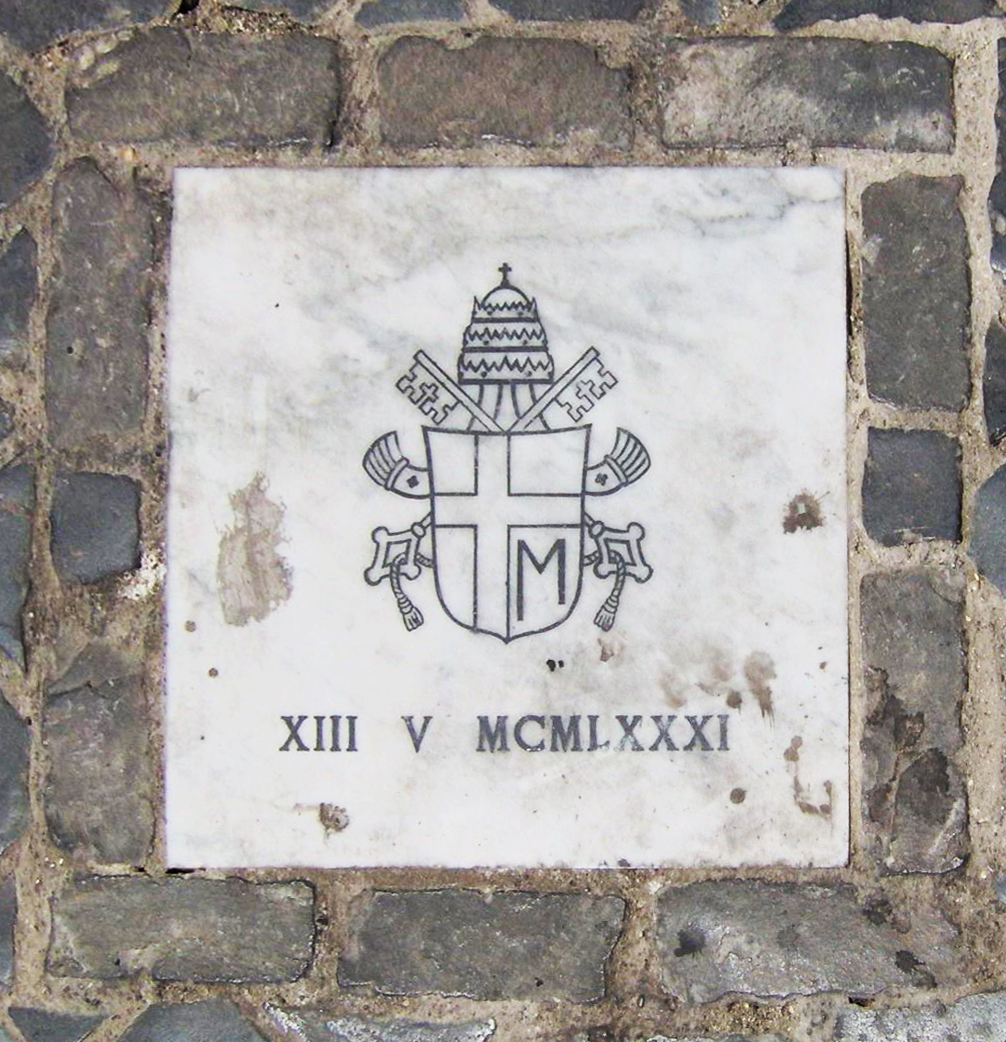
Placa de marbre, amb l'escut papal i la data de l'intent d'assassinat de Joan Pau II.

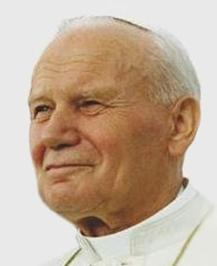
Papa Joan Pau II

L'agost de 1980, sota el pseudònim de Vilperi, Ağca va començar a recórrer la regió mediterrània, canviant diverses vegades de passaport i d'identitat, potser per mostrar l'origen del seu viatge: Sofia, Bulgària. Va entrar a Roma el 10 de maig de 1981 en un tren que havia agafat a Milà. D'acord amb el testimoni posterior de Ağca, a Roma es va trobar amb tres còmplices: un compatriota turc i dos búlgars. L'operació estava liderada per Zilo Vassilev, un militar búlgar que residia a Itàlia. Segons Vassilev la missió li havia estat encarregada pel mafiós turc Bekir Çelenk a Bulgària.
Segons Ağca, el pla era que ell i el pistoler Oral Çelik obrissin foc contra el papa a la plaça de Sant Pere i després escapessin a l'ambaixada búlgara aprofitant el pànic generat per una petita explosió. El 13 de maig van seure a la plaça escrivint postals, mentre esperaven l'arribada del papa. Quan el papa va passar, Ağca li va disparar diverses vegades amb una pistola semiautomàtica Browning Hi-Power. Una monja i diversos testimonis -dos vestits de cardenals- li van impedir tant de disparar més vegades com d'escapar. Va ser atrapat per Camillo Cibin, el cap de seguretat del Vaticà. Juan Pau II va ser afectat per quatre bales, dues de les quals es van allotjar en el seu estómac, una altra li va afectar el braç dret i l'última a la mà esquerra. Dos espectadors van resultar ferits a causa de les bales perdudes del sicari: Ann Odre, de Buffalo, Nova York, va rebre una bala al pit, i Rose Hill, de Jamaica, va sofrir una ferida superficial al braç. Çelik, pres del pànic, va fugir sense posar la bomba ni obrir foc.
El papa va ser portat al Palau Apostòlic per a un primer diagnòstic, ja que en l'exterior la ferida no semblava seriosa. Però tan bon punt va mesurar-se el seu pols i pressió va ser evident que el papa estava en perill i es va avisar una ambulància. Encara que la bala havia evitat tant l'aorta abdominal com l'artèria mesentèrica, Joan Pau II va perdre quasi tres quarts de la seva sang, patint un shock per dessagnament, a causa de la perforació intestinal. El papa va ser operat pel doctor Francesco Crucitti al «Policlínic Universitari Agostino Genielli», el centre traumatològic afiliat a l'escola de Medicina de la Universitat del Sagrat Cor. Aquest centre sempre té una sèrie d'habitacions reservades per a l'ús del Papa. Joan Pau II va passar per quasi sis hores de cirurgia intestinal d'emergència, que va requerir transfusions i una colostomia temporal que després va haver de ser desfeta. Alguns mesos més tard va tenir una infecció de citomegalovirus, a causa d'haver rebut transfusió de sang fresca que no havia estat suficientment tractada, per la urgència amb la qual s'havia efectuat la mencionada transfusió.
Ağca, un assassí professional -quan el Papa va anar a veure'l a la presó de Rebibbia de Roma per primera vegada després del seu intent d'assassinat- li va preguntar com havia aconseguit sobreviure. El Papa, que havia estat conscient fins al moment d'entrar al quiròfan, va pressentir que sobreviuria, creient de tot cor en la intercessió de la Mare de Déu, Nostra Senyora de Fàtima -qui, en una de les seves aparicions als tres nens portuguesos, havia profetitzat que un «Bisbe de blanc» seria atacat-.

## Empresonament d'Ağca
Ağca va ser sentenciat al juliol de 1981 a cadena perpètua a Itàlia per l'intent d'assassinat, però va ser indultat pel president Carlo Azeglio Ciampi el juny de 2000, a petició del Papa. Ağca va ser extradit a Turquia, on va ser empresonat per l'assassinat del periodista d'esquerres Abdi İpekçi efectuat el 1979 i dos assalts a bancs també en els anys setanta. A pesar de la petició de ser alliberat al novembre de 2004, un jutjat turc va dictaminar que no seria possible sol·licitar la llibertat condicional fins al 2010. Però el 12 de gener de 2006 un tribunal turc va autoritzar la seva alliberació. Tanmateix, el 20 de gener de 2006, el Tribunal Suprem Turc va dictaminar que el temps que havia estat empresonat a Itàlia no podia ser deduït de la sentència turca i el van tornar a tancar. Ağca va ser posat en llibertat el 18 de gener de 2010, després de quasi 29 anys després d'estar tancant en presó.